# Fabio Alcaraz
Fabio Aníbal Alcaraz Argüello (Pedro Juan Caballero, 7 gennaio 1982) è un ex giocatore di calcio a 5 paraguaiano.

## Biografia
Il 28 gennaio 2020 Alcaraz restò coinvolto nell'attentato a Celso Maldonado, presidente della squadra di calcio a 5 del Capitán Bado. Quella sera, due aggressori con il volto coperto irruppero nella dimora dell'imprenditore e aprirono il fuoco sui presenti, uccidendo Maldonado e una donna brasiliana, e ferendo gravemente altre tre persone. Tra queste c'era Alcaraz, che fu raggiunto da cinque colpi di fucile al braccio e al ginocchio destro.

## Palmarès
- Coppa Italia: 1
Lazio: 2010-2011